# Джонстаун (Гаяна)
Джо́нстаун (англ. Jonestown) — ідейна громада американського культу «Храм народів», що існувала на північному-заході Гаяни в 1974—1978 роках. Названа на честь свого засновника, Джима Джонса. Селище отримало всесвітню відомість, коли 18 листопада 1978 року загалом 918 осіб загинули в поселенні, на сусідній злітно-посадковій смузі в Порт-Кайтумі та в будівлі храму в Джорджтауні, столиці Гаяни.
Загалом у самому Джонстауні загинуло 909 членів секти. Всі загиблі, крім двох, були отруєні ціанідом, значній кількості з яких дозу було введено проти їхньої волі. Масове самогубство відбулося за наказом лідера культу, Джима Джонса, який назвав подію «революційним самогубством».